# Confrontos entre Huracán e San Lorenzo no futebol
Huracán vs. San Lorenzo de Almagro é um dos numerosos clássicos de bairro da cidade de Buenos Aires, sendo o mais famoso e intenso deles. Como tal, a rivalidade surgiu por causa da proximidade entre os bairros identificados com os clubes: Parque Patricios (Huracán) e Boedo (San Lorenzo). Também conhecido como El clásico de barrio más grande de mundo (O clássico de bairro mais grande - maior - do mundo) e Clásico Porteño (Clássico Portenho), entre um dos Cinco grandes do futebol argentino e um dos postulantes a ser apontado como o sexto grande.

## Semelhanças
Boedo e Parque Patricios são bairros vizinhos do sul da capital argentina, geralmente tidos como bairros operários, habitados principalmente por trabalhadores não-qualificados. Outra similaridade nos rivais está nas cores: branco e vermelho (em tonalidade grená, no caso do San Lorenzo) se fazem presente em ambos, diferenciando na forma em que são dispostas no uniforme e no uso também do azul por parte do San Lorenzo - sendo que esta cor também já foi utilizada pelo Huracán, em seus calções. 
Curiosamente, nenhum dos dois times foi fundado nestes respectivos bairros: o Huracán foi criado no de Nueva Pompeya e o San Lorenzo, como sugere seu nome, em Almagro. Os azulgranas chegaram, por sua vez, a ter campo em Nueva Pompeya; um realinhamento em 2007 desfez isso, deixando o Nuevo Gasómetro, estádio do clube, no bairro de Flores. Apesar da nova casa ser vizinha também ao bairro de Boedo, a mudança é uma das fontes de brincadeira da torcida do Huracán, que costuma satirizar o rival identificando-o como Carrefour - a rede de hipermercados que adquiriu o antigo Gasómetro, o estádio do San Lorenzo que ficava em Boedo.
Outro ponto em comum nos dois clubes é o ano da fundação, assim como o dia: 1908, em 1 de abril o San Lorenzo e em 1 de novembro o Huracán. 
Enfrentaram-se pela primeira vez sete anos depois (vitória de virada do San Lorenzo por 3 a 1, no Estádio Arquiteto Ricardo Etcheverry). A rivalidade cresceu mais no final dos anos 1920, com a unificação das ligas que promoviam os campeonatos argentinos; até então, cada um jogava em uma liga separada; na época, a rivalidade do Huracán era com o Boca Juniors, do bairro também próximo e igualmente humilde de La Boca e com quem disputava acirradamente os títulos de uma dessas ligas. Há também rixa do Boca com o San Lorenzo, pelo fato de esta ser um das pouquíssimos clubes argentinos que levam vantagem nos confrontos contra os auriazuis.
Os rivais também estiveram juntos durante muito tempo nas gozações: o San Lorenzo era alvo de chacota por ser, até 2014, o único grande argentino que não havia vencido ainda a Copa Libertadores da América, competição que já havia sido vencida até por agremiações argentinas consideradas pequenas. Já o Huracán sofre com as estatísticas de sua rivalidade, que lhe são bastante desfavoráveis, e após o título da Libertadores do San Lorenzo o de nem ao menos ter uma conquista de competição da Conmebol em seu cartel.
Outro fator de curiosidade é o número de jogadores famosos que já vestiram as duas camisas, embora bem poucos tenham sido igualmente ídolos em ambas: Luis Monti, Omar Larrosa, Oscar Ortiz, Carlos Buttice, Héctor Veira e Narciso Doval (os quatro últimos, com passagens pelo futebol do Brasil) são alguns exemplos.

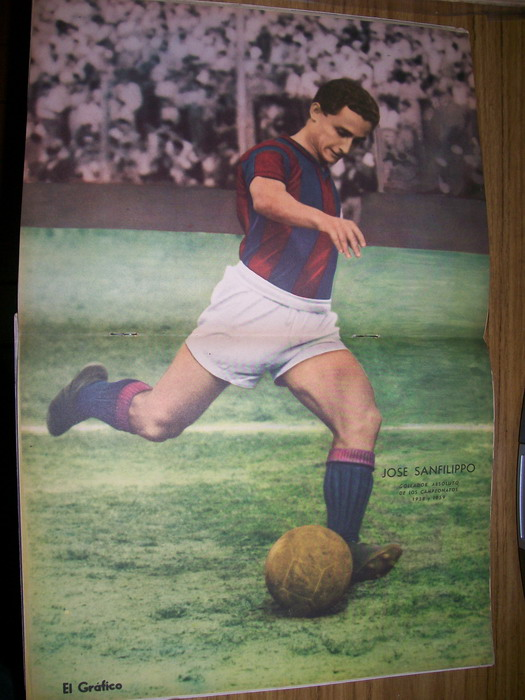
José Sanfilippo é o maior goleador do clássico.

## Disparidades
O clássico é tido como dos mais desparelhos da Argentina, tendo um contexto amplamente favorável ao San Lorenzo: o Ciclón ("ciclone", apelido criado pelos torcedores do clube justamente por causa do Huracán, que significa "furacão") tem 77 vitórias contra 41 do Globo ("balão", como é conhecido o Huracán, em razão de seu emblema, que homenageia o famoso balão do aviador argentino Jorge Newbery). A maior goleada também pertence a Boedo: 5 a 0 em 1995, quebrando uma das poucas supremacias do Huracán, que vencera por 5 a 1 em 1944. Além disso, o San Lorenzo tem mais vitórias mesmo como visitante do Huracán e também a maior sequência de vitórias nos clássicos: nove, entre 1957 e 1961, e de invencibilidade (treze jogos, com 11 vitórias e 2 empates entre 1957 e 1968), fora marcas menores como triunfos e invencibilidades como mandante e visitante.
Mais do que os confrontos diretos, outro fator de peso que desiguala a rivalidade são os títulos de cada um: enquanto na era amadora o Huracán possuía 4 títulos argentinos contra 3 do rival, na era profissional a situação inverteu-se: o San Lorenzo foi campeão doze vezes, contra apenas uma do Huracán. Além disso, os azulgranas contabilizam três títulos internacionais oficiais contra nenhum do vizinho: a Copa Mercosul de 2001 a Copa Sul-Americana de 2002 e a Copa Libertadores da América 2014. 
Mas já no início da era profissional havia desnível entre ambos: o San Lorenzo passou a ser considerado oficialmente um dos cinco grandes do futebol argentino. Tradicionalmente, o Huracán é visto como o "sexto grande", mas disputa tal posto com outros times de mais conquistas, como o Estudiantes de La Plata, o Vélez Sarsfield e os rosarinos Newell's Old Boys e Rosario Central. A torcida de los santos (outro apelido do San Lorenzo, fazendo referência ao santo) também gosta de lembrar as treze vitórias seguidas do time no Clausura de 2001, vencido pelo clube. A sequência ainda é um recorde no país. O maior goleador do clássico também é azulgrana: José Sanfilippo, autor de 14 gols.
Já os quemeros (apelido originalmente pejorativo surgido em razão da queima de lixo, atividade que era frequente em Parque Patricios) orgulham-se de seu conjunto campeão em 1973 - o único título do Campeonato Argentino do Huracán na era profissional -, que influenciou a forma argentina de jogar futebol. Carlos Babington, Miguel Ángel Brindisi, René Houseman e Jorge Carrascosa iriam à Copa do Mundo de 1974, os três primeiros como titulares. O jovem técnico daquele Huracán, César Luis Menotti, posteriormente seria chamado para treinar a Seleção Argentina na Copa do Mundo de 1978, a ser sediada no país. Menotti chamou para a vitoriosa campanha outro membro do elenco campeão em 1973, Omar Larrosa, além de Houseman e outros dois jogadores do Huracán na época: Osvaldo Ardiles e Héctor Baley.

## Estatísticas

### Histórico geral em jogos oficiais
| Era                           | Partidas | Vitórias do San Lorenzo | Empates | Vitórias do Huracán | Gols do San Lorenzo | Gols do Huracán |
| ----------------------------- | -------- | ----------------------- | ------- | ------------------- | ------------------- | --------------- |
| Era Amadora (1915-1930)       | 8        | 5                       | 2       | 1                   | 11                  | 6               |
| Era Profissional (desde 1931) | 183      | 82                      | 53      | 47                  | 318                 | 225             |
| Total (oficial)               | 191      | 87                      | 55      | 48                  | 329                 | 231             |
| Jogos amistosos               | 33       | 9                       | 9       | 15                  | 56                  | 62              |
| Total                         | 224      | 96                      | 64      | 63                  | 385                 | 293             |

#### Confrontos segundo a localidade
Amadorismo
San Lorenzo mandante:
- Partidas realizadas: 4
- San Lorenzo ganhou 2 e marcou 6 gols.
- Huracán ganhou 1 e marcou 4 gols.
- Empates: 1

Huracán mandante:
- Partidas realizadas: 4
- San Lorenzo ganhou 3 e marcou 5 gols.
- Huracán não ganhou e marcou 2 gols.
- Empates: 1

Profissionalismo
San Lorenzo mandante:
- Partidas realizadas: 86[15]
- San Lorenzo ganhou 45 e marcou 163 gols.
- Huracán ganhou 18 ganhou e marcou 96 gols.
- Empates: 22

Huracán mandante:
- Partidas realizadas: 86
- San Lorenzo ganhou 33 e marcou 135 gols.
- Huracán ganhou 26 e marcou 114 gols.
- Empates: 27

Em campo neutro:
- Partidas realizadas: 9
- San Lorenzo ganhou 4 e marcou 19 gols.
- Huracán ganhou 3 e marcou 14 gols.
- Empates: 2